# زوزو شمس الدين
زوزو شمس الدين (بالإنجليزية: Zuzoo Shamsuddin) مغنية وممثلة مصرية  بدأت نشاطها الفنى في الأربعينيات بالعمل في فرقة على فراج الغنائية وكانت تعمل في الكورال وقد اكتشفها على فراج وكانت أول مطربة يسجل لها لحناً بالإذاعة كصوت جديد ومن أغانيها «على جناح النسيم بعت أشواقى للى في قربه النعيم والودُ له باقي» كلمات قاسم مظهر وألحان محمد هاشم، و«ياللى بتهوى الجمال يكفاك نعيم الحياة» من ألحان فريد غصن. ظهرت في ثلاثة أفلام كمغنية.
فيلم «فتاة متمردة» للمخرج أحمد جلال، عام 1940
فيلم «رجل بين امرأتين» للمخرج إبراهيم لاما، عام 1940
فيلم «العريس الخامس» للمخرج أحمد جلال، عام 1942

## وصلات خارجية
- زوزو شمس الدين على موقع IMDb (الإنجليزية)
- زوزو شمس الدين على موقع الدهليز
- زوزو شمس الدين على موقع قاعدة بيانات الأفلام العربية
- زوزو شمس الدين على الدهليز
- زوزو شمس الدين نسخة محفوظة 1 ديسمبر 2021 على موقع واي باك مشين. على كاروهات

https://www.sama3y.net/forum/archive/index.php/t-107709.html زوزو شمس الدين
https://www.youtube.com/watch?v=Phuz5AtI0BI زوزو شمس الدين